# Bojoko
Bojoko.com es una web fundada en 2017, especializada en comparativas de casinos online. Se dirige principalmente a los mercados británico y canadiense. La empresa tiene sus orígenes en Finlandia y fue fundada por Toni Halonen, Joonas Karhu y un grupo de expertos de la industria del iGaming.

## Historia
Bojoko.es fue lanzado en 2017 por Toni Halonen, Joonas Karhu y otros 11 profesionales del sector con sede en Finlandia y Malta. El proyecto se concibió para satisfacer una necesidad detectada en el sector del juego en línea: ofrecer una plataforma que permita a los jugadores comparar casinos en función de criterios objetivos y transparentes. El sitio adopta un modelo comunitario en el que los usuarios pueden ver valoraciones, dejar reseñas y filtrar las opciones disponibles según sus preferencias.·
El sitio se ha expandido internacionalmente, con una presencia significativa en el Reino Unido y Canadá.

## Adquisición por North Star Network
En febrero de 2025, Bojoko fue adquirida por el grupo francés North Star Network, especializado en medios deportivos digitales. La adquisición incluye todos los activos de Bojoko y se cerró con un pago inicial y suplementos condicionales en función de los resultados futuros. Esta operación supone la entrada de North Star Network en el sector de los casinos en línea.

## Juego responsable
Bojoko reconoce la importancia del juego responsable y ofrece recursos para ayudar a los jugadores. El sitio ofrece información sobre las prácticas de los casinos y herramientas de juego responsable, y orienta a los jugadores sobre cómo reconocer y afrontar los problemas de juego. Además, Bojoko.es colabora con organizaciones de apoyo y autoridades reconocidas para promover un entorno de juego seguro y saludable.

## Premios y galardones
Bojoko.es ha sido elogiado en el sector del juego por su enfoque innovador y su compromiso con la transparencia. El sitio ha sido nominado con regularidad y ha ganado varios prestigiosos premios del sector.
Lista de premios obtenidos por Bojoko:
- Premios MiGEA a la Excelencia: Mejor proveedor de tecnología y medios de iGaming (2024)[21]
- iGaming Idol: Mejor empresa afiliada del año (2023)[22]
- Premios MiGEA a la Excelencia: Mejor empresa afiliada de Malta (2022)[23]
- Premios MiGEA a la Excelencia: Mejor proveedor de tecnología y medios de iGaming (2021)[24]
- Premios virtuales EGR Nordics: Afiliado del año (2021)[25]
- Premios EGR Operador Virtual: Afiliado de Casino del Año (2020)[26]